# Albert Henry Baskerville
Pour les articles homonymes, voir Baskerville.
Albert Henry Baskerville, aussi connu sous le nom « Baskiville », né le 15 janvier 1883, a été un employé postal à Wellington, un joueur de rugby à XV et l'auteur de « Modern Rugby Football : New Zealand Methods ; Points for the Beginner, the Player, the Spectator » et un pionnier du rugby à XIII.
En 1907, il persuade un groupe de joueurs néo-zélandais de faire une tournée en Grande-Bretagne en jouant selon les règles de la Rugby Football League. L'équipe est surnommée « All Gold » par la presse néo-zélandaise, faisant une infidélité au surnom « All Black ».
Il attrape la pneumonie sur le bateau qui le ramène de Grande-Bretagne, et décède à l'âge de vingt-cinq ans à Brisbane, en Australie, le 20 mai 1908. Il a donné son nom au bouclier Baskerville (en), le trophée en jeu lorsque les équipes de Grande-Bretagne et de Nouvelle-Zélande se rencontrent lors de test-matchs de rugby à XIII.